# Чуркин, Виктор Николаевич
Виктор Николаевич Чуркин (25 января 1952, Чимкент — 11 августа 1979, Днепропетровская область) — советский футболист, нападающий. Мастер спорта СССР.
Старший брат футболиста Юрия Чуркина.

## Биография
Воспитанник чимкентской ДЮСШ. В 1968—1970 играл за «Металлург» Чимкент. В 1971—1975 выступал в составе СКА Ростов-на-Дону, провёдя четыре сезона в высшей лиге. В 1976 году перешёл в ташкентский «Пахтакор», с которым в следующем году вышел в высшую лигу. Погиб вместе с командой в 1979 году в авиакатастрофе над Днепродзержинском.
Финалист Кубка СССР 1971.